# King Diamond (музичка група)
Кинг Дајмонд (енгл. King Diamond) је дански хеви метал бенд основан у Копенхагену 1985. године, под псеудо називом његовог главног вокалисте Кинг Дајмонда. Формиран је скоро годину дана након распада бенда Мерсифул фејт чији је овај вокалиста такође био један од главних чланова, а у активности је до данашњег дана. Препознатљив је по брзом ритму, наизменичном солирању обојице соло гитариста, и што је најважније јако високим и специфичним гласом вокалисте. За разлику од претходно распале групе Mercyful Fate која је углавном за теме имала сатанистички фокус, нова група се базира на хорор приче. Од свог настанка до данас Кинг Дајмонд је издао 12 студијских албума.

## Историја и Каријера
Годину дана након распада легендарног бенда Mercyful Fate, 1986. год Ким Бендикс Петерсон (енг. Kim Bendix Petersen) са још два бивша члана, Мајкл Денером и Тимијем Хансеном формирао је нови бенд. Оригинални састав попунила су још два музичара, гитариста Флојд Константин и бубњар Мики Ди. Убрзо је Флојд Константин замењен и на његовом месту је дошао Енди Ла Рок, првог дана снимања. Управо у овом саставу бенд се прославио првим синглом No Presents for Christmas, након чега је уследио и први студијски албум Fatal Portrait. 
Следеће године снимили су нови албум, Abigail чија је тема кућа из 18. века коју је наследио млади брачни пар који убрзо почиње да открива њену мрачну страну. Међутим, након тога Мајкл Денер и Тими Тансен су напустили бенд и на њиховом месту долазе, најпре само за време турнеје Мајк Мун, а затим два нова члана, Пит Блек и Хал Патино. Нови састав је 1988. године издао албум "Them“ који је врло добро продат, тачније најбоље у дотадашњој каријери бенда. Тема албума је такође демон који је запосео кућу али овог пута у улози је старица која пије чај направљен од људске крви. 
Након тога и Мики Ди напушта бенд, па је Кинг Дајмонд на његовом месту довео Криса Вајтмира, који се није добро показао и није био погодан за снимање плоча, због чега је Кинг Дајмонд поново позвао Мики Ди-ја да сниме макар још једну плочу у истом саставу. Нови Албум је назван Conspiracy, издат 1989. године, али није оправдао популарност претходног. Саставу бенда 1990. прикључио се нови бубњар, Сноуви Шав, приликом чега је снимљен албум The Eye. Поменути бубњар није ни учествовао у снимањима али је учествовао у компоновању неколико песама и био присутан у студију. Након овог албума у бенду је настала криза, неки чланови су изгубили ентузијазам, а Пит Блек и Хал Патино су отпуштени због проблема са дрогом. На њиховом месту дошли су гитариста Мајк Вед и басиста Шарли Ди Анђело.
У бенду су убрзо настали нови проблеми, овог пута спор са издавачком кућом Roadrunner Records условио је да снимљени материјал не може бити објављен. Наредне године су биле испуњене издавањем лајв снимака са концерта 1987. год. Abigail плоча као и колекција највећих хитова, након чега за пуне 3 године бенд није ништа издавао све до 1995. и новог албума The Spider's Lullabye који је написан негде око 1990. или 1991. године. У међувремену сви чланови, осим Кинг Дајмонда и Ендија, су напустили бенд, а нови чланови су били гитариста Херб Симонсен, басиста Крис Естес и бубњар Дерин Ентони. Уследила је још једна пауза у издавању, а 1996. албум The Graveyard. Дерин Ентони је услед аутомобилске несреће напустио бенд а на његовом месту долази нови бубњар Џон Хеберт са којим бенд објављује нову плочу Voodoo 1998. године.
У 2000. години бенд је снимио нови албум House of God који садржи одређене елементе религијске симболике као и емоционалне манипулације, након чега ће се десити нова промена у саставу али и последња до данас. У бенду се вратио бивши члан Хал Патино који је успео да реши проблеме са дрогом, као и још један бивши члан, Мајк Вед. Испоставља се да је овај састав најтрајнији у историји бенда, и убрзо 2002. године излази албум Abigail II: The Revenge. Иако је албум био добро примљен од стране критичара као и фанова, издавачка кућа је претрпела доста губитака на рачун профита што спречава даљу сарадњу са бендом и подршку у наилазећој турнеји. Питање средстава за турнеју решено је издањем албума из 2003. године The Puppet Master, јер је највећим делом сниман у Кинговој кући у Тексасу, па су значајна средства уштеђена за потребе турнеје. Тема овог албума која говори о људима као о неживим бићима и луткама које се контролишу танким и слабо видљивим ужадима добила је одличне критике.
Јануара 2007. године на званичном интернет сајту је објављено да припреме за нови албум почињу 5. марта у Даласу. Албум је назван Give Me Your Soul...Please и издат 26. јуна у Северној Америци од стране издавачке куће Metal Blade, и 29. јуна у Европи исте године од стране Massacre Records. Након објављивања овог албума бенд је примио номинацију за Grammy награду за најбољу метал представу за песму Never Ending Hill.

## Текстови
Кинг Дајмонд има посебан начин и посебну праксу приликом писања текстова. Наиме, у сваком албуму, сем Fatal Portrait и The Spider's Lullabye се тема албума, која је јединствена прича, провлачи у деловима кроз песме са тог албума, а у неким случајевима се прича наставља кроз композиције са других албума. Песме су често, како писане, тако и певане у драмској форми, са улогама ликова који ту драмску радњу врше. Већину текстова написао је Кинг Дајмонд који је учествовао и у композицији музике заједно са Ендијем који је од 81 написао 37 текстова.

## Чланови бенда

### Тренутни састав
- Кинг Дајмонд – вокал, клавијатура (1985–данас)
- Енди Ла Рок – гитара, клавијатура (1985–данас)
- Мајк Вед – гитара (1990–1993, 2000–данас)
- Хал Патино – бас-гитара (1987–1990, 2000–данас)
- Мет Томсон – бубњеви (2000–данас)
- Ливија Зита – пратећи вокал (2003–данас)

### Бивши чланови
- Мајкл Денер – гитара (1985–1987)
- Мајк Мун – гитара (1987)
- Пит Блек – гитара (1987–1990)
- Херб Симонсен – гитара (1995–1998)
- Глен Дровер – гитара (1998–2000)
- Тими Хансен – бас-гитара (1985–1987)
- Шарли Ди Анђело – бас-гитара (1990–1993)
- Крис Естес – бас-гитара (1995–2000)
- Дејвид Харбур – бас-гитара (2000)
- Мики Ди – бубњеви (1985–1989)
- Снови Шав – бубњеви (1989–1993)
- Дерин Антони – бубњеви (1995–1997)
- Џон Лук Хеберт – бубњеви (1997–2000)
- Роберто Фалкао – клавијатура (1988–1990)
- Елиас Холмлид – клавијатура (2001)

## Дискографија
| Студијски албуми - (1986) - (1987) - (1988) - (1989) - (1990) - (1995) - (1996) - (1998) - (2000) - (2002) - (2003) - (2007) | Албуми уживо - (1990) - (2004) Компилације - (1992) - (2001) - (2001) - (2003) ЕП-ови - (1989) - (1999) Синглови - "" (1985) |